# Heilig-Kreuz-Kirche (Osnabrück-Schinkel)

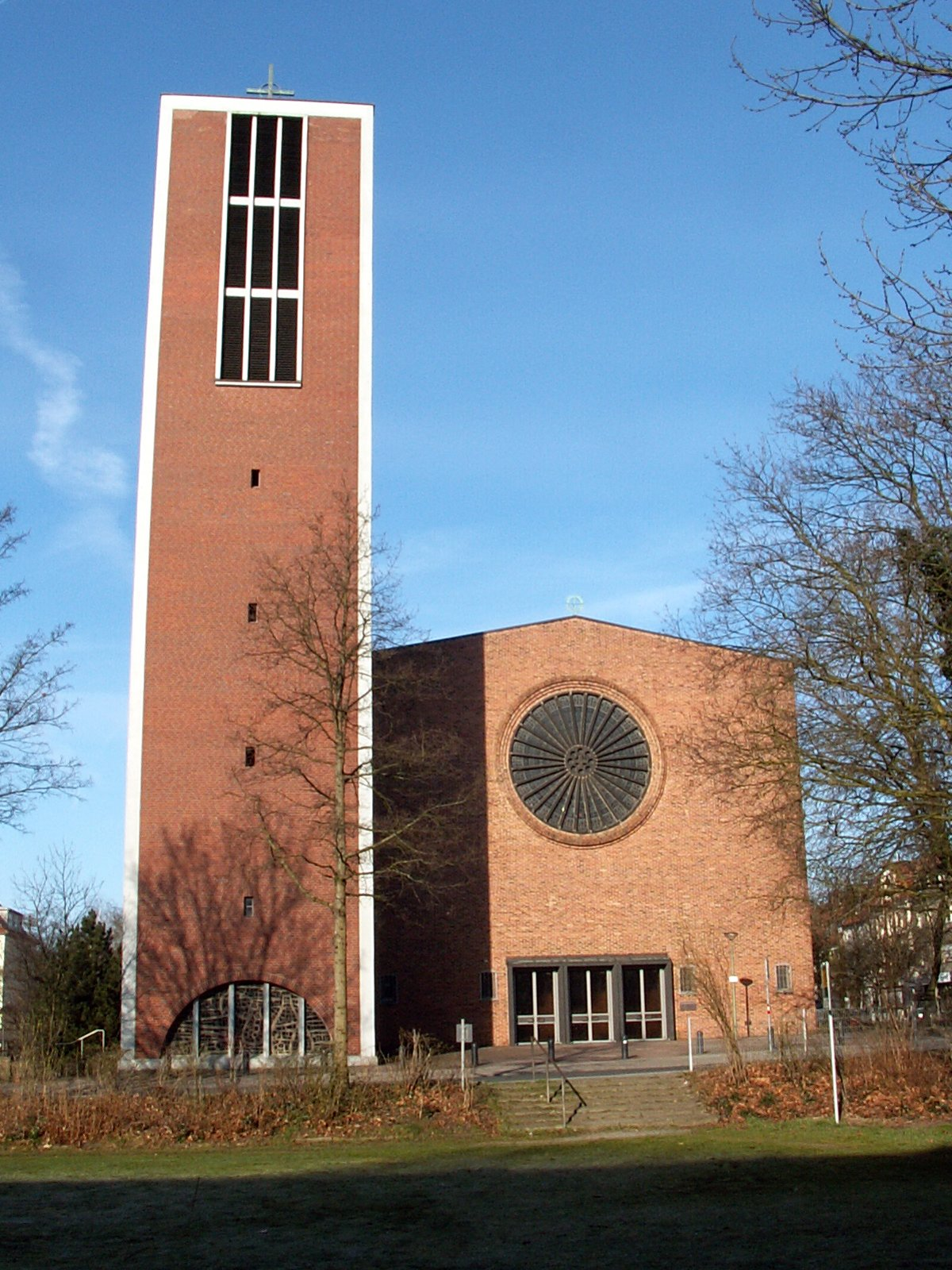
Osnabrück-Schinkel, Heilig-Kreuz-Kirche

Die römisch-katholische Heilig-Kreuz-Kirche steht in Schinkel, einem Stadtteil der Stadt Osnabrück in Niedersachsen. Die Kirchengemeinde gehört zum Dekanat Osnabrück-Stadt des Bistums Osnabrück.

## Beschreibung
Die Kirche wurde 1932/33 von Dominikus Böhm geplant und gebaut. Der Rohbau ist ein Stahlskelettbau, der mit Klinker ummantelt ist. Sie besteht aus einem hohen Langhaus, das mit einem flachen Satteldach bedeckt ist, an das im Süden ein niedriges Seitenschiff angebaut ist. 1965/66 wurde der Kirchturm im Osten errichtet, so wie er in den ursprünglichen Plänen vorgesehen war. Hier hängen zwei Kirchenglocken, die kleine wurde um 1300 gegossen, die große 1485 von Gerhard van Wou.
In der Zeit von 1992 bis 2003 fanden umfassende Renovierungen statt. Bei der Umgestaltung des Kirchenschiffs ging es vor allem um eine Verringerung der Zahl der Sitzplätze. Die rechteckige Altarinsel ragt nun weit in das Kirchenschiff hinein und ist an drei Seiten von Kirchenbänken umgeben. Es wurde eine Kapelle geschaffen, deren Gestaltung Arne-Bernd Rhaue übernahm. Zur Kirchenausstattung gehören ein Altar, ein Ambo und ein Priestersitz, die von Klaus Simon aus altem Eichenholz gearbeitet wurden.